# George Borrow
George Henry Borrow (East Dereham, Norfolk, 5 de julio de 1803 – Lowestoft, Suffolk, 26 de julio de 1881) fue un escritor, viajero y filólogo inglés.

## Biografía
Hijo del oficial de reclutamiento Thomas Borrow (1758-1824) y su esposa Ann Perfrement (1772-1858), hija de un granjero, desde muy joven se aficionó a estudiar lenguas y dialectos (con el tiempo llegó a traducir treinta, que bien estudiaba o bien aprendía en sus viajes), así como a la vida de los pueblos primitivos. Además, fue un fervoroso seguidor de la estética del romanticismo y un gran aficionado a la equitación, los viajes a pie o a caballo y el vagabundeo.
Estudió derecho en Edimburgo y pasó su juventud principalmente en Escocia e Irlanda; en 1810 conoció a Ambrosio Smith, un gitano que marcaría en Borrow una huella imperecedera. Borrow decide marcharse con él a un campamento de gitanos, donde aprendió su idioma y costumbres. En 1824, a la muerte de su padre, contando 21 años, se trasladó a Londres con la intención de emprender una carrera literaria.
Allí estudió filología bajo la dirección de William Taylor, aunque no llegó a terminar ninguna carrera universitaria, y publicó en 1825 Faustus: a Traslation from the German, esto es, una traducción desde el original alemán del Fausto de Friedrich Maximilian Klinger, uno de los prerrománticos del Sturm und Drang. Su afán aventurero y viajero le llevó luego a hacer numerosos viajes: Francia, Alemania, Rusia, Portugal, España, Marruecos y Oriente, al principio como agente de la Sociedad Bíblica y luego en calidad de corresponsal del Morning Herald. En particular, viajó a Rusia en 1832 para perfeccionar sus conocimientos de manchú con vistas a una traducción del Nuevo Testamento a esta lengua que se había de publicar en San Petersburgo. Y en 1833 empezó a trabajar para la Sociedad Bíblica.
Entre 1835 y 1840 estuvo en Portugal y en España como uno de los colportores (difusores de biblias protestantes) encargados de difundir en el extranjero las Sagradas Escrituras en lengua vulgar allí donde no estaba permitido y sin notas, gratis o a precio de coste, por comisión de la misionera Sociedad Bíblica; era la revuelta época de la I Guerra Carlista, por lo que ese viaje era toda una aventura; una vez en Madrid, mandó imprimir el Nuevo Testamento en la versión española del escolapio Felipe Scío de San Miguel, en rústica y sin el lujo de la carísima edición primitiva; además, tradujo el Evangelio de Lucas al caló y lo imprime también en Madrid, donde abre una librería en la calle del Príncipe con el rótulo de «Despacho de la Sociedad Bíblica y Extranjera».
Pero las leyes de entonces no contemplaban otra religión que la católica, y fue detenido y conducido a la cárcel en Sevilla. Aprovechó estas experiencias, sin embargo, para escribir, animado por otro impenitente viajero e hispanista, Richard Ford, su famoso libro de viajes The Bible in Spain (1843). En 1840 se casó con la viuda de un oficial y, gracias a sus ingresos como escritor, pudo adquirir una propiedad en Oulton Broad, donde permitió a los gitanos que se estableciesen con sus tiendas. Vivió, sin embargo, en Londres entre 1860 y 1874, aunque la muerte de su mujer en 1869 le hizo pasar más tiempo en Oulton, donde terminó por afincarse y fallecer en 1881. Un importante seguidor de sus trabajos fue el hispanista Walter Starkie.
En 1991 se fundó la George Borrow Society para estudiar la vida y obra de George Borrow.

## Obra
Sus obras más célebres son Lavengro, el estudiante, el gitano y el cura (1851), novela autobiográfica donde queda de manifiesto su entusiasmo por el boxeo y la vida al aire libre. Lavengro significa en caló 'filólogo'; la novela narra sus andanzas por Inglaterra con un grupo de gitanos a los que su afición a los caballos le llevó a conocer.
The Zincali – An Account of the Gypsies of Spain (1841) es una descripción de la vida de los gitanos españoles y The Bible in Spain, or the Journey, Adventures, and Imprisonment of an Englishman in an Attempt to Circulate the Scriptures in the Peninsula (Londres, 1843), traducido como La Biblia en España por Manuel Azaña, es un relato pintoresco de sus viajes y aventuras como colportor de biblias protestantes en España entre los años 1835 y 1840, en la época de la Primera Guerra Carlista. El libro es excelente, uno de los mejores libros de viajes publicados en inglés, y se halla escrito con fino estilo; contribuyó a promover la imagen medievalizada de España en la Europa del Romanticismo (Prosper Merimée escribió Carmen inspirado en un personaje de este libro que acababa de leer, que sirvió para construir la figura de don José). Se lee en realidad como una novela o libro de aventuras. 
En sus recuerdos de viaje se inspiran también The Romany Rye (1857), narración idealizada de sus excursiones gitanescas por Inglaterra, que es una continuación de su Lavengro. Wild Wales (1862) es una descripción del carácter, costumbres y cultura de los galeses observados en un viaje que hizo a la región.
Otras obras suyas son un diccionario de romaní, Romano Lavo-lil, Word Book of the Romany; or, English Gypsy Language (1874). De sus amplios conocimientos de idiomas salieron Targum, una serie de traducciones en treinta idiomas y dialectos, entre las que figuran una al manchú del Nuevo Testamento y otra del Evangelio de San Lucas al caló, de la que hay una edición moderna (El Evangelio de San Lucas en caló / Embeo e Majaró Lucas chibado andré Caló-Romanó, edición bilingüe de Alberto González Caballero. Córdoba: El Almendro, 1998), y las Romantic Ballads, una colección de poesías danesas.

## Publicaciones
- The Works of George Borrow, ed. de Clement King Shorter, Norwich, 1923-1924, 16 vols. Reimpresa en AMS Press, 1967.

### Novelas
- The Zincali (1841)
- Lavengro (1851)
- The Romany Rye (1857)

### Libros de viajes
- The Bible in Spain (La Biblia en España) (1843)
- Wild Wales (1862)

### Obras filológicas y ensayísticas
- Romano Lavo-lil, Word Book of the Romany; or, English Gypsy Language (1874). Diccionario de idioma romaní.
- The Welsh and their Literature (1860)
- Celtic Bards, Chiefs and Kings

### Traducciones
- Friedrich Maximilian Klinger, Faustus, 1825.
- Romantic Ballads, 1826.
- Targum, 1835, traducciones en verso de treinta idiomas y dialectos.
- The Talisman, 1835.
- Embéo e Majaró Lucas (The Gypsy Luke), 1837 [1838]. Traducción del Evangelio según Lucas al romaní.
- The Sleeping Bard, 1860.
- The Turkish Jester, 1884, póstuma. Traducción de una obra satírica en turco Menâkibi Nâsir-Ed-Din Khojah (1249).
- Johannes Ewald, The Death of Balder, 1889 [1892], póstuma.

### Epistolario
- The Letters of George Borrow to the British and Foreign Bible Society, ed. de T. H. Darlow, 1911.

### Ediciones
- Celebrated Trials and Remarkable Cases of Criminal Jurisprudence from the Earliest Records to the year 1825, 1825, 6 vols.